# Conway megye
Conway megye az Amerikai Egyesült Államokban, azon belül Arkansas államban található. Megyeszékhelye és legnagyobb városa Morrilton. Lakosainak száma 20 715 fő (2020. április 1.). Conway megye Van Buren, Perry, Faulkner, Pope és Yell megyékkel határos.

## Népesség
A megye népességének változása:
| Lakosok száma | 21 251 | 21 173 | 21 250 | 21 245 | 21 019 | 20 715 |
|               | 2010   | 2011   | 2012   | 2013   | 2015   | 2020   |